# لیلوه
لیلوه (به عربی: لیلوة) یک روستا در سوریه است که در ناحیه غندوره واقع شده‌است. لیلوه ۴۷۳ نفر جمعیت دارد.